# Issaquah-Klasse
Die Issaquah-Klasse ist eine Klasse von Doppelendfähren der US-amerikanischen Reederei Washington State Ferries.

## Geschichte
Die Fähren wurden auf der Werft Marine Power & Equipment in Seattle gebaut, obwohl die Werft keine Erfahrung mit dem Bau solcher Schiffe hatte.
Die Fähren wurden auf verschiedenen Routen im Netzwerk von Washington State Ferries in Dienst gestellt und ersetzten teilweise ältere Fähren. Rasch zeigten sich Mängel an den Fähren. So gab es wiederholt Probleme mit dem Antrieb, die zu Kollisionen mit den Anlegern und anderen Zwischenfällen führten. Außerdem nutzte die Einrichtung der Fähren sehr schnell ab.
Vier der Schiffe wurden ab Ende der 1980er-Jahre umgebaut, eine fünfte Einheit folgte 2005. Beim Umbau wurde die Fahrzeugkapazität der Schiffe durch den Einbau von zusätzlichen Fahrzeugdecks erhöht. Die Schiffsklasse wurde in der Folge in Anlehnung an die Fahrzeugkapazität in die Issaquah-130- und die Issaquah-100-Klasse aufgeteilt. Seit 2015 werden die Fähren von Washington State Ferries wieder als eine Klasse geführt.

## Beschreibung
Die Fähren werden von zwei General-Electric-Dieselmotoren mit jeweils 2500 PS Leistung angetrieben. Die Motoren wirken über Untersetzungsgetriebe auf jeweils einen Verstellpropeller an den beiden Enden der Fähren. Der Umbau der Schiffe auf Flüssiggasantrieb zur Reduzierung der Betriebskosten und der beim Betrieb der Fähren erzeugten Emissionen wurde in den 2010er-Jahren geplant, aber nicht durchgeführt.
Die Fähren verfügen über ein durchlaufendes Fahrzeugdeck sowie bis auf die Sealth auf beiden Seiten über ein zusätzliches erhöhtes Fahrzeugdeck. Die Schiffe sind von beiden Enden über landseitige Rampen zugänglich. Die erhöhten Fahrzeugdecks sind über feste Rampen mit dem durchlaufenden Fahrzeugdeck verbunden. Die Fahrzeugdecks sind größtenteils umbaut. Die nutzbare Durchfahrtshöhe im mittleren Teil beträgt rund 4,7 m. Auf und unter den erhöhten Fahrzeugdecks an den Seiten können aufgrund der begrenzten Durchfahrtshöhe nur Pkw befördert werden.
Oberhalb der Fahrzeugdecks befindet sich das Deck mit den Einrichtungen für die Passagiere. Hier sind unter anderem Aufenthaltsräume und ein Selbstbedienungsrestaurant eingerichtet. An beiden Enden der Fähren befinden sich offene Decksbereiche. Die Inneneinrichtung der Fähren basierte ursprünglich auf unterschiedlichen Farbschemen pro Schiff. Die Schiffsklasse wurde daher zunächst als „Regenbogen-Klasse“ bezeichnet. An beiden Enden befinden sich oberhalb des Passagierdecks Aufbauten, in denen unter anderem die Steuerhäuser untergebracht sind.
Die Fähren können seit ihrem Umbau 124 Pkw befördern. Die Fahrzeugkapazität der Sealth beträgt 90 Pkw. Die Passagierkapazität der Fähren beträgt 1200 Personen.

## Schiffe
| Issaquah-Klasse | Issaquah-Klasse | Issaquah-Klasse | Issaquah-Klasse |
| Bauname         | Baunummer       | IMO-Nummer      | Ablieferung     |
| --------------- | --------------- | --------------- | --------------- |
| Issaquah        | 343             | 7808102         | Mai 1980        |
| Kittitas        | 344             | 7808114         | Oktober 1980    |
| Kitsap          | 345             | 7808126         | Dezember 1980   |
| Cathlamet       | 346             | 7808138         | Juni 1981       |
| Chelan          | 347             | 7808140         | Dezember 1981   |
| Sealth          | 348             | 7808152         | April 1982      |

Die Schiffe fahren unter US-amerikanischer Flagge. Heimathafen ist Seattle.
- Der Name der Issaquah geht zurück auf den Begriff „sqwak“ aus der Sprache der Indianer in der Gegend um das heutige Issaquah, der sich auf das Quaken der Enten bezog. Mit der Silbe „ish“, die von den Indianern gewöhnlich vor Worten ausgesprochen wurde, entstand „isquowh“, woraus Siedler „Issaquah“ machten.[11]
- Die Kittitas ist nach dem Indianerstamm benannt.[12]
- Die Kitsap ist nach einem Häuptling der Suquamish benannt.[14]
- Die Cathlamet ist nach dem zu den Chinook zählenden Stamm der Kathlamet benannt.[16]
- Die Chelan ist nach dem Indianerstamm benannt.[18]
- Die Sealth ist nach einem Häuptling der Suquamish und Duwamish, einem Unterzeichner des Vertrags von Point Elliott, benannt.